# Watervliet (Nueva York)
Watervliet fundada en 1896, es una ciudad ubicada en el condado de Albany en el estado estadounidense de Nueva York. En el año 2000 tenía una población de 34,950 habitantes y una densidad poblacional de 1,150.8 personas por km².

## Geografía
Watervliet se encuentra ubicada en las coordenadas 42°43′29″N 73°42′22″O / 42.72472, -73.70611. Según la Oficina del Censo, la ciudad tiene un área total de 4 km² (1,5 mi²), de la cual 3 km² (1,2 mi²) es tierra y 1 km² (0,4 mi²) (10.07%) es agua.

## Demografía
Según la Oficina del Censo en 2000 los ingresos medios por hogar en la localidad eran de $32,910, y los ingresos medios por familia eran $38,735. Los hombres tenían unos ingresos medios de $31,656 frente a los $26,083 para las mujeres. La renta per cápita para la localidad era de $18,294. Alrededor del 13.3% de la población estaban por debajo del umbral de pobreza.